# Trochalus carinulatus
Trochalus carinulatus är en skalbaggsart som beskrevs av Moser 1916. Trochalus carinulatus ingår i släktet Trochalus och familjen Melolonthidae. Inga underarter finns listade i Catalogue of Life.